# هنري بوفل
هنري بوفل (15 مارس 1936 - ) (بالإنجليزية: Henry Bovell)‏ هو لاعب كريكت أسترالي.

## وصلات خارجية
- هنري بوفل على موقع إي آس بي آن كريك إنفو (الإنجليزية)